# Epidesma erynnis
Epidesma erynnis är en fjärilsart som beskrevs av Fabricius 1777. Epidesma erynnis ingår i släktet Epidesma och familjen björnspinnare. Inga underarter finns listade i Catalogue of Life.